# Quercus hartwissiana
Espèce
Synonymes
- Quercus armeniaca  Kotschy
- Quercus stranjensis Turrill
- Quercus robur var. armeniaca A.DC.
- Quercus hartwissiana var. macrocarpa A.Camus

Quercus hartwissiana, appelé communément Chêne de Strandzha ou Chêne de Hartwiss, est une espèce européenne de chênes de la famille des Fagacées. Il doit son nom au botaniste allemand de Livonie, sujet de l'Empire russe, Nikolai von Hartwiss (1793-1860).

## Description
Quercus hartwissiana est un grand arbre à feuilles caduques pouvant atteindre une hauteur de 35 m avec une couronne en forme de parapluie et des branches ascendantes.
L'écorce est épaisse, finement sillonnée, gris brun rougeâtre foncée, presque noire, les jeunes rameaux glabres rougeâtres sombres. Les bourgeons sont larges, ovales ou presque ronds, de 6 à 7 mm de long, avec des écailles brunies courtes. Le pétiole a une longueur de 1,5 à 2 cm.
Les feuilles ont une longueur de 12 à 14 cm et une largeur de 7 à 9 cm, sont légèrement convexes à la base et ont sept à dix paires de lobes assez réguliers, courts et arrondis à pointus. Les veines des feuilles sont toutes dirigées vers les lobes de la feuille et non dans les empreintes qui les séparent. Le dessus de la feuille est vert vif, le dessous est terne, avec une nuance brun foncé, avec une toison fine et des poils rougeâtres un peu plus longs le long des nervures des feuilles ou dans les angles qui les séparent.
Sur un pédoncule d'une longueur de 2 à 7 cm, il y a un à quatre glands. Les fruits mûrissent la première année. Les glands sont subovoïdes ou ellipsoïdes, mucronés, ils mesurent 2,5 à 3 cm de long et 1,2 à 1,5 cm de large, les cupules mesurent 1,5 cm et 2 cm de diamètre. Les écailles de la cupule sont presque pleines jusqu'au sommet.

## Répartition
On trouve Quercus hartwissiana dans les forêts tempérées décidues et mixtes autour de la mer Noire, de l'extrême sud-est des Balkans, le nord de l'Anatolie, à l'ouest du Caucase. Il est présent en Bulgarie, en Turquie, en Géorgie et en Russie. En Bulgarie, Quercus hartwissiana vit dans le parc naturel de Strandzha et est répartie dans l'écotype de forêt dense et l'écotype de karst ou xélophile. À Strandzha, il pousse près des vallées fluviales, notamment celles de la Veleka et de la Rezovo. En Russie, il est présent dans le bassin de la Mzymta et dans le Caucase du Nord. En Géorgie, il est relevé dans l'Abkhazie, région de Ratcha-Letchkhoumie et Basse Svanétie, la Mingrélie, l'Iméréthie, la Gourie et l'Adjarie et à l'est seulement la Kakhétie.
Quercus hartwissiana est présent dans les forêts mixtes avec d'autres espèces d'arbres. Il préfère les climats chauds et humides et pousse sur des sols frais à humides à une hauteur de 1200 à 1 500 m.

## Écologie
Dans le parc naturel de Strandzha, Quercus hartwissiana vit avec Carpinus betulus, Fagus orientalis, Sorbus torminalis, Quercus pubescens, Quercus cerris, Quercus frainetto, Carpinus orientalis ainsi que Cistus creticus et Daphne pontica.
Quercus hartwissiana est une plante hôte de Phytophthora quercina (en).

## Fossile
On décrit des fossiles de Quercus hartwissiana dans la flore fossile du district de Kızılcahamam, en Turquie, datant du Pliocène.